# Dubî, Irșava
Dubî (în ucraineană Дуби) este un sat în comuna Zahattea din raionul Irșava, regiunea Transcarpatia, Ucraina.

## Demografie
Componența lingvistică a localității Dubî
     Ucraineană (100%)
Conform recensământului din 2001, toată populația localității Dubî era vorbitoare de ucraineană (100%).